# Tieshan, Zhenghe
Tieshan (kinesiska: 铁山) är en köping i sydöstra Kina. Den ligger i Zhenghe härad i staden Nanping i provinsen Fujian, omkring 150 kilometer norr om provinshuvudstaden Fuzhou. Antalet invånare är 17 432. Befolkningen består av 8 225 kvinnor och 9 207 män. Barn under 15 år utgör 19,0 %, vuxna 15-64 år 72 %, och äldre över 65 år 8,0 %.